# Albert Dohmen
Albert Dohmen (Krefeld, 17 giugno 1956) è un basso-baritono tedesco.
All'inizio della sua carriera, Albert Dohmen si è spesso esibito in Italia e tra le sue prime registrazioni live troviamo Così fan tutte (Guglielmo) con Anna Caterina Antonacci e Sesto Bruscantini nel 1990, Don Giovanni (Don Giovanni) nel 1991 e Le nozze di Figaro (il Conte d'Almaviva) con Barbara Frittoli nel 1993 tutte eseguite allo Sferisterio di Macerata sotto la direzione di Gustav Kuhn con l'Orchestra Filarmonica Marchigiana.
Al Teatro Massimo Vincenzo Bellini di Catania nel 1991 è empereur de la Chine in Le rossignol con Eva Mei, Offizier am Front in Friedenstag ed Assur in Semiramide (Rossini) diretto da Richard Bonynge con la Antonacci ed Ernesto Palacio.
Al Teatro Comunale di Firenze nel 1993 è Geisterbote in Die Frau ohne Schatten con Bernd Weikl.
Fra le prime incisioni discografiche ufficiali troviamo I maestri cantori di Norimberga nel ruolo di Fritz Kothner sotto la direzione di Georg Solti, Die Frau ohne Schatten come Geisterbote sempre diretta da Solti e Eine florentinische Tragödie nel ruolo di Simone sotto Riccardo Chailly, tutte e tre per l'etichetta Decca.
Il suo primo grande successo avvenne al Festival di Salisburgo nel periodo di Pasqua del 1997, cantando Wozzeck (ruolo del titolo) di Alban Berg sotto la direzione di Claudio Abbado coi Berliner Philharmoniker e la regia di Peter Stein: l'allestimento venne poi ripreso da Abbado l'estate coi Wiener Philharmoniker. Dopodiché, Dohmen iniziò una lunga carriera internazionale nei più prestigiosi teatri del mondo. È stato Don Pizarro nel Fidelio di Ludwig van Beethoven sotto Isaac Karabtchevsky alla Fenice di Venezia nel 1998 e sotto Zubin Mehta alla Bayerische Staatsoper nel 2001, il Kommandant in Friedenstag e il Maestro di musica in Ariadne auf Naxos sotto Giuseppe Sinopoli nel 2000 (incisi per la Deutsche Grammophone), Scarpia nella Tosca con Antonio Pappano, Assur nella Semiramide, Kaspar in Der Freischütz, Escamillo in Carmen, Jochanaan nella Salomè, Oreste nell'Elektra, Barak in Die Frau ohne Schatten e molti altri.
Ma i suoi personaggi più congeniali sono quelli wagneriani: infatti, dopo il Wozzeck, è stato scelto nuovamente da Claudio Abbado per cantare Kurnewal nel Tristan und Isolde e Amfortas nel Parsifal, ruoli che cantò a Berlino, a Tokyo e a Salisburgo tra il 1998 e il 2002. Albert Dohmen è riconosciuto come il più grande Wotan/Viandante della sua generazione, cantando il Ciclo del Ring a Bayreuth dal 2007 al 2010 sotto Christian Thielemann, e ancora a Trieste, a Catania, a Ginevra, ad Amsterdam, a Berlino, a Vienna e nel 2009 al Metropolitan di New York sotto James Levine. Ha cantato l'Olandese volante in Der fliegende Holländer a Trieste e a San Sebastian tra il 2006 e il 2007, ruolo che inciderà poi nel 2011 sotto la direzione di Marek Janowsky. Nel 2006 ha debuttato nel ruolo di Hans Sachs ne I maestri cantori di Norimberga al Teatro di Ginevra mentre nel 2007 è ancora Kurwenal nel Tristan und Isolde al Teatro Regio di Torino e Amfortas nel Parsifal al San Carlo di Napoli. Sempre sotto la direzione di Claudio Abbado ha cantato Pizarro in Italia, a Baden-Baden e al Teatro Real di Madrid nel 2008, vincendo il Premio Abbiati per la migliore produzione lirica in Italia. Sempre come Don Pizarro ha debuttato nel 2008 alla Staatsoper di Vienna sotto la direzione di Seiji Ozawa nella 100ª recita del Fidelio a Vienna, ruolo ripreso fino al 2011 a Tokyo, al Liceu di Barcellona e alla Scala di Milano.
Negli anni più recenti Dohmen ha allargato il suo repertorio con ruoli da basso, come Re Marke nel Tristan und Isolde alla Staatsoper di Vienna, in forma di concerto a Moskva sotto la direzione di Vladimir Jurowsky e ancora a Parigi. Altri debutti importanti sono stati König Heinrich nel Lohengrin alla Deutsche Oper di Berlino, Landgraf nel Tannhäuser alla Philharmonie di Berlino sotto Marek Janowski e Gurnemanz nel Parsifal nel 2010 a Ginevra. Nel 2011, sempre a Vienna, ha cantato l'Olandese volante in Der fliegende Holländer, il Commendatore nel Don Giovanni e di nuovo Wotan nel ciclo della Tetralogia sotto Christian Thielemann (documento pubblicato poi per la DGG). Nel 2012 è Méphistophélès nel Faust di Gounod e Oreste nell’Elektra sempre alla Staatsoper di Vienna. Nel 2013 debutta come Falstaff al Teatro di Stato di Stoccarda per il bicentenario verdiano. Nel 2014, sempre diretto da Thielemann, canta Waldner nell'Arabella di Strauss al Festival di Pasqua di Salisburgo e all'Opera di Stato di Dresda. Sempre a Dresda, l'anno dopo, debutta nel ruolo Kuno in Der Freischütz, sempre sotto Thielemann. Al Festival di Lucerna nel 2013 e al Teatro Gran Liceu di Barcellona nel 2014 canta i suoi ultimi Wotan.
Nel 2015 ritorna al Festival di Bayreuth come Alberich nel Ciclo del Ring sotto Kyrill Petrenko e negli anni successivi sotto Marek Janowsky. Lo stesso anno debutta in Rocco nel Fidelio a Ginevra, mentre nel 2016 debutta nel ruolo di Mosè nel Moses und Aron di Arnold Schönberg al Teatro Real di Madrid sotto la direzione di Lothar Koenings per la regia di Romeo Castellucci.
Nel repertorio concertistico, Albert Dohmen ha un repertorio che spazia da Bach a Schönberg: tra le sue recite più importanti ricordiamo Ein deutsches Requiem di Johannes Brahms e il Requiem di Gabriel Fauré al Ravenna Festival nel 1997 sotto Georges Prêtre e la Nona sinfonia di Beethoven a Berlino, a Roma e al Musikverein di Vienna nel 2001 con Claudio Abbado. Con James Levine e i Boston Symphony fece il suo debutto nel Carnegie Hall di New York cantando Barba Blu di Béla Bartók, mentre recente è l'incisione discografica dell'Ottava sinfonia di Mahler sotto la direzione di Jonathan Nott con i Bamberger Symphoniker.
```
    albert dohmen (
http://www-wiener-staatsoper.at/Content.Node2/home/ensemble/2402.php
[
collegamento interrotto
]

    albert dohmen (
(
DE
) 
Albert Dohmen
, su 
Bayreuther Festspiele
. 
URL consultato il 18 agosto 2021
 
(archiviato dall'
url originale
 il 20 luglio 2012)
.
)
```

Weblinks : Katalog Deutsche Nationalbibliothek Albert Dohmen  (https://web.archive.org/web/20111104173403/https://portal.d-nb.de/)